# Syagrus deflexa
Syagrus deflexa är en enhjärtbladig växtart som beskrevs av Larry Ronald Noblick och Lorenzi. Syagrus deflexa ingår i släktet Syagrus och familjen Arecaceae. Inga underarter finns listade i Catalogue of Life.